# Songbin Road

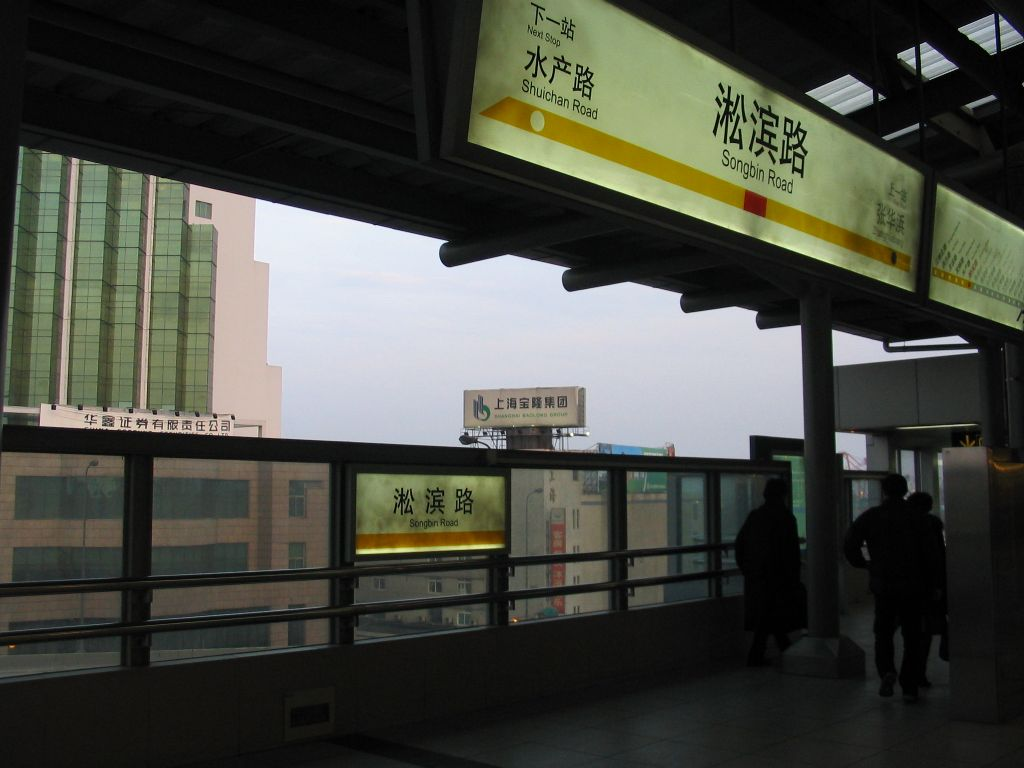
Perron metrostation Songbin Lu

Songbin Road (Vereenvoudigd Chinees: 淞滨路站, Traditioneel Chinees: 淞濱路站, pinyin: Sōngbīn Lù Zhàn) is een station van de metro van Shanghai gelegen in het noordelijk district Baoshan van Shanghai. Het station is onderdeel van lijn 3.
Bij de planning van de lijn was de werknaam van het station nog Wusong Town naar de woonkern die ten oosten van het station ligt.
Het station ligt aan de kruising van Songbin Road met Yixian Elevated Road, net ten zuiden van het snelwegknooppunt van de S20 Outer Ring Expressway en de G1501 Ring Expressway rond Shanghai. Yixian Elevated Road gaat ten noorden van de kruising met de S20 verder als de G1501, de G1501 zelf loopt naar het oosten toe een tijd samen met de S20.
North Jiangyang Road · Tieli Road · Youyi Road · Baoyang Road · Shuichan Road · Songbin Road · Zhanghuabang · Songfa Road · South Changjiang Road · West Yingao Road · Jiangwan Town · Dabaishu · Chifeng Road · Hongkou Football Stadium · Dongbaoxing Road · Baoshan Road · Station Shanghai · Zhongtan Road · Zhenping Road · Caoyang Road · Jinshajiang Road · Zhongshan Park · West Yan'an Road · Hongqiao Road · Yishan Road · Caoxi Road · Longcao Road · Shilong Road · Station Shanghai-Zuid

Lijnen van de metro van Shanghai: 1 · 2 · 3 · 4 · 5 · 6 · 7 · 8 · 9 · 10 · 11 · 12 · 13 · 14 · 15 · 16 · 17 · 18 · Pujiang Line